# 建闽高速公路
建闽高速公路是福建省的一条高速公路，是京台高速公路的组成部分，其中中洋枢纽至排头枢纽亦为宁武高速公路的一部分，起点位于弓鱼枢纽，终点位于荆溪枢纽，全长155.722公里，于2010年12月20日开工，2015年12月18日通车。

## 重点工程

### 岩前隧道
位于建瓯市境内，是京台高速公路南平段最长的公路隧道，也是全线的控制性工程和重难点工程。属于项目A5合同段，由中铁隧道股份有限公司承建，起讫桩号为左洞ZK30+535~37+330，右洞YK30+550~37+335，左洞长6795米，右洞长6785米。隧道左、右线分别位于R=4500米的平曲线及缓和曲线上。纵坡设计采用人字，左洞纵坡0.5%、-0.55%；右洞纵坡0.5%、-0.6%。隧道主洞限界宽10.75米，限界高5米；主洞隧道内轮廓净高7.14米。洞身采用“新奥法”施工。于2012年8月4日动工建设，右洞于2014年8月5日贯通，左洞于2014年8月27日贯通。

### 黄竹山隧道
位于宁德古田和福州闽清两县境内，是福建省第二长公路隧道。全长8659.6米，其中古田境内长4413.1米、闽清境内长4246.5米。为京台高速公路宁德段控制性工程，左洞长8668.4米、右洞长8630.7米，其中，中国铁建港航局集团路桥工程公司承建宁德段左洞4409.4米、右洞4396.7米；中铁十九局集团承建福州段左洞4259米、右洞4234米。于2015年4月10日贯通。

### 牛岩山隧道
位于闽侯县境内，连接洋里乡安仁村和大湖乡珍山村，为福建省最长的公路隧道。由中铁十一局集团四公司承建，左洞长9252米，右洞长9198米。隧道全部位于13条断层带及节理裂隙带，围岩大部分以Ⅵ级至Ⅴ级为主，围岩破碎、完整性差，地下暗河、溶洞交替出现，涌水量大，是全线头号重难点控制性工程。左洞于2014年11月27日贯通，右洞于2015年4月9日贯通。

### 天龙山隧道
位于闽侯县白沙镇楼阁村至关东村，双洞分离式高速公路特长隧道。分别由中铁二十二局负责进口端2725米施工、中铁十二局负责出口端3787米施工。地质条件复杂，穿越5条岩性接触带、2条节理裂隙带及3条断层，施工难度大。于2012年8月16日开工建设，左洞于2014年9月13日贯通。左线起讫桩号ZK136+616~143+137，全长6521米；右线起讫桩号YK136+599~143+150，全长6551米。隧道采用复合式衬砌，初期支护采用喷锚支护，开挖宽度约12.7米，高度约8.5米。荣获2016年度“铁建杯”优质工程。

## 互通枢纽及服务设施列表
| 地区                                                                                         | 里程 | 类型                                       | 名称          | 连接                        | 说明                                                    |
| 路段                                                                                         | 路段 | 路段                                       | 路段          | 路段                        | 路段                                                    |
| -------------------------------------------------------------------------------------------- | ---- | ------------------------------------------ | ------------- | --------------------------- | ------------------------------------------------------- |
| 南平市 建瓯市                                                                                |      | 枢纽                                       | 弓鱼          | 浦南高速 松建高速           |                                                         |
| 南平市 建瓯市                                                                                |      | 出入口                                     | 建瓯小桥      | 237国道                     |                                                         |
| 南平市 建瓯市                                                                                |      | 停车场 · 加油设施 · 修车站 · 餐厅          | 建州          | 建州                        |                                                         |
| 南平市 建瓯市                                                                                |      | 隧道                                       | 岩前隧道      | 岩前隧道                    |                                                         |
| 南平市 建瓯市                                                                                |      | 出入口                                     | 建瓯迪口      | 505省道                     |                                                         |
| 路段                                                                                         |      |                                            |               |                             |                                                         |
| 南平市 延平区                                                                                |      | 枢纽                                       | 中洋          | 南平联络线                  |                                                         |
| 宁德市 古田县                                                                                |      | 出入口                                     | 古田凤都      | 916县道                     |                                                         |
| 宁德市 古田县                                                                                |      | 停车场 · 加油设施 · 修车站 · 餐厅          | 五华山        | 五华山                      |                                                         |
| 宁德市 古田县                                                                                |      | 出入口                                     | 古田          | 玉田大道（ 235国道） 滨河路 |                                                         |
| 路段                                                                                         |      |                                            |               |                             |                                                         |
| 宁德市 古田县                                                                                |      | 枢纽                                       | 排头          | 古政高速                    | S21古田至德化段规划中，两端接入点未知，目前为政古段终点 |
| 市界                                                                                         |      | 隧道                                       | 黄竹山隧道    | 黄竹山隧道                  |                                                         |
| 福州市 闽清县                                                                                |      | 出入口                                     | 闽清东桥      | 123县道                     |                                                         |
| 福州市 闽侯县                                                                                |      | 出入口 · 停车场 · 加油设施 · 修车站 · 餐厅 | 闽侯洋里 洋里 | 111县道                     |                                                         |
| 福州市 闽侯县                                                                                |      | 隧道                                       | 牛岩山隧道    | 牛岩山隧道                  |                                                         |
| 福州市 闽侯县                                                                                |      | 出入口                                     | 闽侯大湖      | 211省道                     |                                                         |
| 福州市 闽侯县                                                                                |      | 出入口                                     | 闽侯白沙      | 115县道                     |                                                         |
| 福州市 闽侯县                                                                                |      | 隧道                                       | 天龙山隧道    | 天龙山隧道                  |                                                         |
| 福州市 闽侯县                                                                                |      | 停车场 · 加油设施 · 修车站 · 餐厅          | 关东          | 关东                        |                                                         |
| 福州市 闽侯县                                                                                |      | 出入口                                     | 闽侯甘蔗      | 112县道                     |                                                         |
| 福州市 闽侯县                                                                                |      | 枢纽                                       | 荆溪          | 福州绕城高速                |                                                         |
| 1.000 英里 = 1.609 千米；1.000 千米 = 0.621 英里 并行路段 • 已关闭／取消 • 限制进入 • 未开放 |      |                                            |               |                             |                                                         |